# Lniska
Lniska (dodatkowa nazwa w j. kaszub. Lniska) – wieś w Polsce, położona w województwie pomorskim, w powiecie kartuskim, w gminie Żukowo, przy drodze krajowej nr 7, nad Radunią. Sołectwo Lniska zostało utworzone 8 lipca 2025 roku. Sołtysem jest Grzegorz Bieliński.